# 河内村 (広島県双三郡)
河内村（こうちむら）は、広島県双三郡にあった村。現在の三次市の一部にあたる。

## 地理
三次盆地西北部、西城川の下流域に位置していた。

## 歴史
- 1889年（明治22年）4月1日、町村制の施行により、三次郡日下村、三原村、山家村、小文村、西河内村、穴笠村、東河内村が合併して村制施行し、河内村が発足[1][2]。旧村名を継承した日下、三原、山家、小文、西河内、穴笠、東河内の7大字を編成[2]。
- 1898年（明治31年）10月1日、郡の統合により双三郡に所属[1][2]。
- 1927年（昭和2年）小作人組合組織労農会結成[2]。
- 1928年（昭和3年）水産会養魚場設置[2]。
- 1948年（昭和23年）12月1日、大字日下、三原、山家（一部）を双三郡三次町に編入[1][2]。5大字となる。
- 1954年（昭和29年）3月31日、双三郡三次町、十日市町、酒河村、和田村、神杉村、田幸村、粟屋村と合併し、市制施行して三次市を新設して廃止された[1][2]。

### 地名の由来
河川の形成した低い沖積平野の地形から。

## 産業
- 農業、漁業、錬鉄、煉瓦[2]